# Беоци
Беоци су насеље у Србији у општини Рашка у Рашком округу. Према попису из 2022. било је 293 становника.

## Порекло становништва
подаци из 1905. године)
- Станичићи (6 k., Св. Јован), староседеоци.
- Ковачевићи (10 k., Св. Јован), староседеоци.
- Ђуровићи (1 k., Ђурђиц), досељени из Коритника, општина Ивањица.
- Бојовићи (1 k., Ђурђиц), старином из Старе Србије.
- Гајтановићи (10 k.) и Стефановићи (9 k.) су заједничког порекла, славе Св. Ђорђа Алимпија, досељени из Метохије из села Црнчева, општина Пећ
- Мојовићи (7 k., Св. Петка), староседеоци.
- Пењиши (6 k., Св. Јован), пресељени из Варева.
- Радоњићи (3 k., Св. Јован), досељени из Коритника код Ивањице.
- Трифуновићи (3 k., Св. Јован), досељени из села Рикова у Старој Србији.

## Демографија
У насељу Беоци живи 393 пунолетна становника, а просечна старост становништва износи 46,4 година (46,7 код мушкараца и 46,1 код жена). У насељу има 152 домаћинства, а просечан број чланова по домаћинству је 3,04.
Ово насеље је великим делом насељено Србима (према попису из 2002. године).
|  |

| Демографија | Демографија | Демографија |
| Година      | Становника  | Становника  |
| ----------- | ----------- | ----------- |
| 1948.       | 524         |             |
| 1953.       | 570         |             |
| 1961.       | 589         |             |
| 1971.       | 537         |             |
| 1981.       | 525         |             |
| 1991.       | 529         | 525         |
| 2002.       | 462         | 467         |

| Етнички састав према попису из 2002.‍ | Етнички састав према попису из 2002.‍ | Етнички састав према попису из 2002.‍ | Етнички састав према попису из 2002.‍ | Етнички састав према попису из 2002.‍ |
| ------------------------------------ | ------------------------------------ | ------------------------------------ | ------------------------------------ | ------------------------------------ |
|                                      |                                      |                                      |                                      |                                      |
| Срби                                 | Срби                                 |                                      | 459                                  | 99,35%                               |
| Црногорци                            | Црногорци                            |                                      | 2                                    | 0,43%                                |
| непознато                            | непознато                            |                                      | 0                                    | 0,0%                                 |

| Година пописа     | 1948. | 1953. | 1961. | 1971. | 1981. | 1991. | 2002. |
| ----------------- | ----- | ----- | ----- | ----- | ----- | ----- | ----- |
| Број домаћинстава | 94    | 99    | 115   | 122   | 136   | 150   | 152   |

| Број чланова      | 1  | 2  | 3  | 4  | 5  | 6  | 7 | 8 | 9 | 10 и више | Просек |
| ----------------- | -- | -- | -- | -- | -- | -- | - | - | - | --------- | ------ |
| Број домаћинстава | 25 | 46 | 27 | 27 | 10 | 13 | 4 | 0 | 0 | 0         | 3,04   |

| Пол    | Укупно | Неожењен/Неудата | Ожењен/Удата | Удовац/Удовица | Разведен/Разведена | Непознато |
| ------ | ------ | ---------------- | ------------ | -------------- | ------------------ | --------- |
| Мушки  | 204    | 50               | 136          | 15             | 2                  | 1         |
| Женски | 209    | 46               | 137          | 25             | 1                  | 0         |
| УКУПНО | 413    | 96               | 273          | 40             | 3                  | 1         |

| Пол    | Укупно                    | Пољопривреда, лов и шумарство | Рибарство                            | Вађење руде и камена | Прерађивачка индустрија       |
| ------ | ------------------------- | ----------------------------- | ------------------------------------ | -------------------- | ----------------------------- |
| Мушки  | 73                        | 8                             | 0                                    | 7                    | 26                            |
| Женски | 53                        | 5                             | 0                                    | 1                    | 24                            |
| УКУПНО | 126                       | 13                            | 0                                    | 8                    | 50                            |
| Пол    | Производња и снабдевање   | Грађевинарство                | Трговина                             | Хотели и ресторани   | Саобраћај, складиштење и везе |
| Мушки  | 3                         | 3                             | 10                                   | 1                    | 3                             |
| Женски | 3                         | 2                             | 3                                    | 2                    | 0                             |
| УКУПНО | 6                         | 5                             | 13                                   | 3                    | 3                             |
| Пол    | Финансијско посредовање   | Некретнине                    | Државна управа и одбрана             | Образовање           | Здравствени и социјални рад   |
| Мушки  | 0                         | 1                             | 6                                    | 2                    | 1                             |
| Женски | 0                         | 1                             | 1                                    | 6                    | 2                             |
| УКУПНО | 0                         | 2                             | 7                                    | 8                    | 3                             |
| Пол    | Остале услужне активности | Приватна домаћинства          | Екстериторијалне организације и тела | Непознато            | Непознато                     |
| Мушки  | 0                         | 0                             | 0                                    | 2                    | 2                             |
| Женски | 2                         | 0                             | 0                                    | 1                    | 1                             |
| УКУПНО | 2                         | 0                             | 0                                    | 3                    | 3                             |